# Searsia glauca
Searsia glauca är en sumakväxtart som först beskrevs av Carl Peter Thunberg, och fick sitt nu gällande namn av Moffett. Searsia glauca ingår i släktet Searsia och familjen sumakväxter. Inga underarter finns listade i Catalogue of Life.